# Hendrik Derk Wouter Boven
Hendrik Derk Wouter Boven (Zwolle, 3 december 1917 – Bennekom, 10 juli 2005) was een Nederlands politicus van de ARP en later het CDA.
Hij werd geboren als zoon van een foerier. In 1936 slaagde hij voor het eindexamen bij de Hervormde Kweekschool in Zwolle en was daarna werkzaam in het christelijk onderwijs in Zwolle en Hoorn. Vanaf 1940 werkte hij zeven jaar als landmeetkundig ambtenaar bij de meetkundige dienst van Rijkswaterstaat in Delft. In de laatste jaren van de Tweede Wereldoorlog behoorde hij tot de verzetsgroep Trouw. In 1947 ging hij werken bij het Centraal Comité van de ARP in Den Haag waar hij zich bezig hield met jeugd- en schippersaangelegenheden. In datzelfde jaar werd hij secretaris van het bestuur van de ARJOS (jongerenorganisaties van de ARP). Eind 1952 werd hij adjunct-secretaris van de Nederlandse Bond van Jongelingsverenigingen op gereformeerde grondslag waarbij hij tevens leider werd van hun bondsbureau in Amersfoort. In 1959 was er een fusie met de Bond van Meisjesverenigingen op gereformeerde grondslag tot de Bond van Gereformeerde Jeugdverenigingen (BGJV) waarvan hij de directeur van het bondsbureau werd. In 1960 werd hij de secretaris van de stichting Streekorgaan in het Land van Heusden en Altena. In september 1969 werd Boven benoemd tot burgemeester van Almkerk. In 1973 zou de gemeente Almkerk opgeheven worden waarbij het grotendeels opging in de gemeente Woudrichem waarmee zijn functie kwam te vervallen. In mei 1974 volgde zijn benoeming tot burgemeester van Dinteloord en Prinsenland wat hij tot zijn pensionering in januari 1983 zou blijven. Midden 2005 overleed Boven op 87-jarige leeftijd.